# 鲁内·拉松
鲁内·拉松（瑞典語：Rune Larsson，1924年6月17日—2016年9月17日），瑞典男子田径运动员，主攻400米赛跑和400米跨栏。他曾代表瑞典参加1948年和1952年夏季奥林匹克运动会田径比赛，共获得二枚铜牌。